# Morti nel 630
| Questa pagina contiene informazioni ricavate automaticamente dalle voci biografiche con l'ausilio del template Bio e di un bot. L'aggiornamento è periodico e automatico e ricostruisce completamente la pagina. Se manca una persona in questa lista, sei pregato di non aggiungerla, ma accertati piuttosto che la sua voce biografica contenga il template Bio e che i dati anagrafici siano correttamente compilati. Se il template Bio manca, inseriscilo tu stesso o, in alternativa, metti l'avviso {{tmp\|Bio}} che ne segnala la mancanza. Se i dati riportati sono sbagliati, correggi direttamente la voce biografica; le modifiche saranno visibili in questa lista entro pochi giorni. Per chiarimenti vedi il progetto biografie. La lista contiene solo le 12 persone che sono citate nell'enciclopedia e per le quali è stato implementato correttamente il template Bio. Pagina aggiornata al 10 feb 2025. |

- 27 aprile - Ardashir III, sovrano persiano (n. 621)
- 9 giugno - Shahvaraz, generale persiano
- 25 novembre - Basolo di Verzy, religioso francese
- Antioco Sabaita, monaco cristiano e teologo bizantino
- Cosroe III, sovrano persiano
- Garibaldo II di Baviera, duca tedesco (n. 585)
- Giorgio I di Alessandria, arcivescovo bizantino
- Gregorio II di Agrigento, vescovo italiano (n. 559)
- Tewdrig, inglese
- Umm Kulthum bint Muhammad, araba (n. 603)
- Venerio, monaco cristiano italiano
- Durayd ibn al-Simma, poeta arabo (n. 530)